# Complex de Vaska
Complex de Vaska és el nom trivial, àmpliament acceptat, del compost trans-clorurocarbonilbis(trifenilfosfina)iridi(I), trans-[IrCl(CO)(PPh₃)₂]. És un compost que destaca per una reactivitat molt àmplia, i en el seu moment innovadora, que ajudà a desenvolupar nous conceptes bàsics de la química organometàl·lica, molt en especial la reacció d'addició oxidant. El nom es dona, també, a derivats d'aquest complex en què el lligand clorur és substituït per altres halurs o pseudohalurs i la trifenilfosfina per altres fosfines; tots són compostos de 16 electrons, d8, de Ir(I).

## Preparació[1]
Fou descobert, de manera casual, en estudiar la reacció entre IrCl₃ i PPh₃ en diferents alcohols; el mecanisme pel qual es produeix encara no està avui dia ben establert. El millor mètode d'obtenció, consisteix a tractar una sal d'iridi, preferentment IrCl₃•3H₂O o (NH₄)₂IrCl₆ amb trifenilfosfina en solvents oxigenats com el dietilenglicol o la dimetiformamida – que proporcionen el lligand CO – sota una atmosfera de nitrogen. S'obté el complex de Vaska, en forma de cristalls grocs, amb un rendiment de l'ordre del 80%.

## Estructura i Reactivitat
És un complex plano-quadrat amb les dues fosfines en trans, amb les llardages d'enllaç següents: Ir-Cl: 2.306 Å; Ir-C: 1.74 Å; Ir-P: 2.313 Å; els principals angles d'enllaç són: Cl-Ir-C; 171.8º; Cl-Ir-P: 93.58º; C-Ir-P:90.2º. La freqüència de vibració del CO és de 1965 cm-1.
Una de les principals característiques d'aquest complex que el fa peculiar, i possiblement explica la popularitat del seu nom trivial, és l'elevada reactivitat. Així, el complex de Vaska fou un dels primers compostos que permeté l'estudi de les reaccions d'addició oxidant, consistents en l'addició d'un reactiu, AB, a un complex d'un metall de transició, produint-ne un augment dels nombres de coordinació i d'oxidació, que de manera general es representa per: 
	MLn + AB → LnM(A)(B)
La reacció inversa, s'anomena d'eliminació reductora, i les dues són reaccions tipus per interpretar els processos de catàlisi, en particular els de fase homogènia.
El complex de Vaska és un compost plano-quadrat de Ir(I) i, per tant, de 16 electrons, situació que afavoreix l'addició oxidant, ja que es formaran, en principi, compostos hexacoordinats octaèdrics de Ir(III), de 18 electrons, 
[IrCl(CO)(PPh₃)₂] + AB → [IrCl(A)(B)(CO)(PPh₃)₂]
En principi els compostos formats són octaèdrics i els dos lligands addicionats resten en posició cis; però, sovint experimenten processos posteriors d'isomerització o d'eliminació –que donen lloc a compostos pentacoordinats, amb geometria de bipiràmide trigonal o piràmide de base quadrada– de manera que la geometria i l'estereoquímica finals depenen de cada reacció concreta i fins i tot del solvent emprat.
Es coneixen molts reactius que s'addicionen al complex de Vaska, com ara, hidrogen (H₂), halògens (X₂), hidràcids (HX), hidrocarburs halogenats (RX) – que donen lloc a compostos organometàl·lics–, halurs d'àcid (RCOX), alquins, SnCl₄, etc. Especialment interessant és l'addició d'oxigen que dona lloc a [IrCl(η²-O₂)(CO)(PPh₃)₂] amb una coordinació lateral, dihapto; en ser la reacció reversible, hi ha qui ho presenta com a exemple de "respiració" del complex de Vaska.

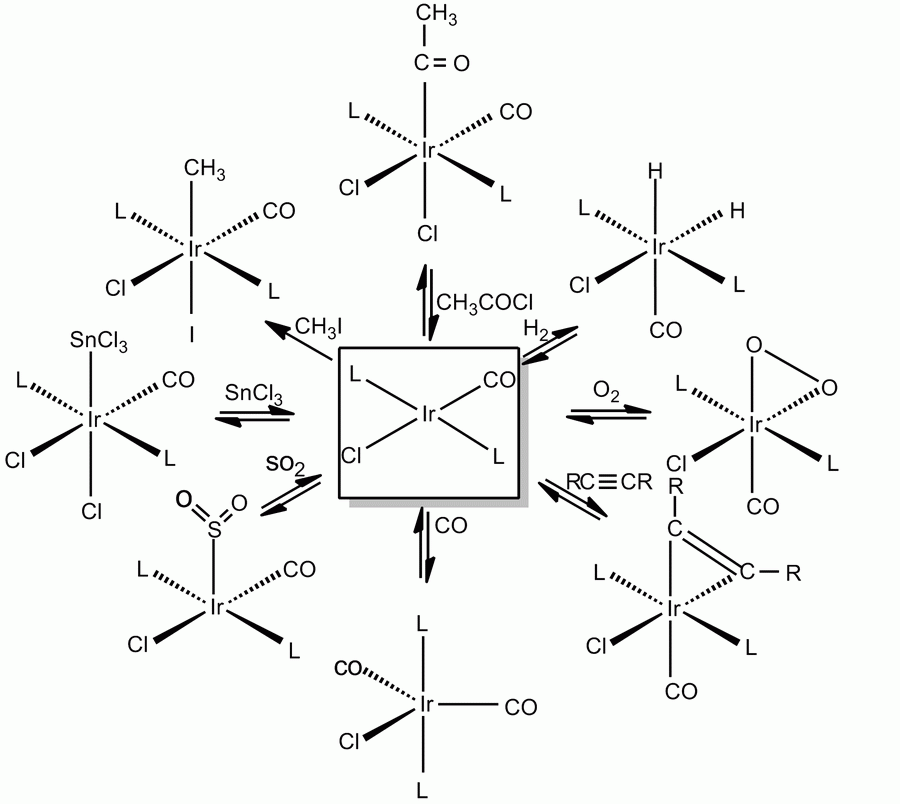
Reaccions del complex de Vaska